# Màrtirs d'Uganda
Els Màrtirs d'Uganda són un grup de cristians, tant catòlics com anglicans, que foren morts per ordre del rei Mwanga II de Buganda entre el 15 de novembre de 1885 i el 27 de gener de 1887, com a part de la persecució dels cristians en aquell regne. La majoria eren servents, patges i funcionaris reials convertits al cristianime. Són venerats com a sants per diverses confessions cristianes.

## Història
En 1877, la Church Missionary Society de Londres va enviar a la cort missioners anglicans, i dos anys després arribaren els Pares Blancs catòlics des de França. Molts membres de la cort de Buganda es convertiren al cristianisme i el conflicte esclatà, ja que el rei Mwanga II volia acabar amb les influències estrangeres que, pensava, amenaçaven el regne. Inicià la persecució, però finalment fou deposat per conversos armats en 1888.
El primer màrtir fou l'anglicà James Hannington, que hi anà com a bisbe de l'Àfrica Equatorial Oriental, però fou mort amb els seus companys abans d'arribar a Buganda.
Per la part catòlica, foren canonitzats:
- Josep Mkasa Balikuddembé (1860 - Nakivubo, 15 de novembre de 1885), del clan Kayozi, primera víctima catòlica de la persecució, prefecte de la cambra reial, protegí els joves de la cort dels vicis del rei; fou decapitat quan tenia 25 anys.
- Andreu Kaggwa (m. Munyonyo, 26 de maig de 1886), cap dels músics del rei i parent seu;
- Poncià Ngondwe (m. Ttakajjunge, 26 de maig de 1886), del clan Nnyonyi Nnyange, patge reial, batejat en plena persecució, travessat per un cop de llança;
- Dionisi Ssebuggwawo (m. Munyonyo, 26 de maig de 1886), del clan Musu;
- Atanasi Bazzekuketta (m. Nakivubo, 27 de maig de 1886), del clan Nkima, patge reial, colpejat fins a la mort;
- Gonzaga Gonza (m. Lubowa, 27 de maig de 1886), del clan Mpologoma, servent del rei, travessat amb llances;
- Maties Mulumba (m. Kampala, 27 de maig de 1886), del clan Lugave;
- Noé Mawaggali (m. Mityana, 31 de maig de 1886), del clan Ngabi, servent del rei, clavat a un arbre amb llances;
- Carles Lwanga (m. Namugongo, 3 de juny de 1886), del clan Ngabi, en negar-se als desitjos del rei, fou cremat al turó de Namugongo, amba dotze companys d'entre catorze i trenta anys:

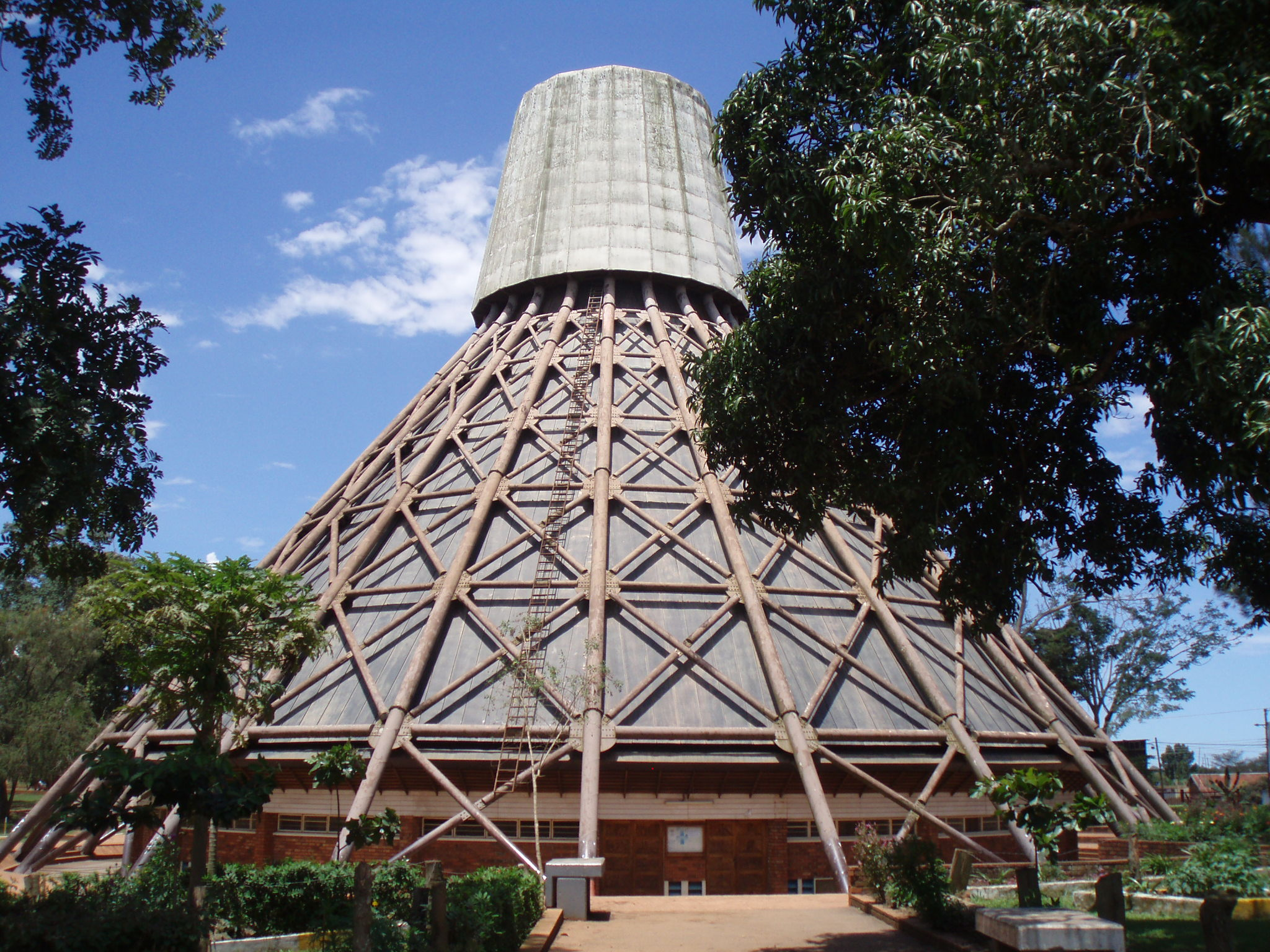
Basílica dels Màrtirs a Namugongo.

- - Lluc Baanabakintu, del clan Mmamba;
  - Jaume Buuzabalyawo, del clan Ngeye, fill del teixidor reial;
  - Gyaviira, del clan Mmamba;
  - Ambròs Kibuuka, del clan Lugave;
  - Anatoli Kiriggwajjo, de Bunyoro, guardià;
  - Mukasa Kiriwawanvu, del clan Ndiga, cambrer del rei;
  - Aquileu Kiwanuka, del clan Lugave;
  - Kizito, nat en 1872, del clan Mmamba;
  - Adolf Mukasa Ludigo, del clan BaToro, guardià;
  - Mugagga, del clan Ngo, sastre reial;
  - Bru Sserunkuuma, del clan Ndiga;
  - Mbaga Tuzinde, del clan Mmamba;
  - Joan Maria Muzei o el Vell (m. Mengo, 27 de gener de 1887), servidor del rei.

## Veneració
Són venerats pels anglicans, tot i que no estan oficialment canonitzats per les esglésies anglicanes. L'Església Catòlica Romana en canonitzà 22 dels màrtirs catòlics, procés signat per Pau VI el 8 d'octubre de 1964. El 6 de juny de 1920, Benet XV ja els havia beatificat.
Al lloc del seu martiri, s'aixecà el santuari de Namugongo.

## Màrtirs de Paimol
En 1915, Daudi Okelo i Jildo Irwa, dos joves catequistes d'Uganda de la tribu dels acholi, foren també martiritzats després d'haver treballat en la missió cristiana de Kitgum, dels Missioners Combonians.

## Janani Luwum
L'Església d'Anglaterra també considera com un dels màrtirs d'Uganda l'arquebisbe Janani Luwum, assassinat en 1977 per ordre d'Idi Amin Dada. També es commemora, separadament, el 17 de febrer.